# Aloft (película)
Aloft (en español: 'No llores, vuela') es una película dramática de 2014, escrita y dirigida por la peruana Claudia Llosa, protagonizada por Jennifer Connelly, Cillian Murphy y Mélanie Laurent.

## Reparto
- Jennifer Connelly como Nana Kunning.
- Oona Chaplin como Alice.[2]
- Cillian Murphy como Ivan.
  - Zen McGrath como Ivan joven.
- Mélanie Laurent como Jannia Ressmore.
- Ian Tracey como Hans.
- Peter McRobbie como Ike.
- William Shimell como Newman.[2]
- Winta McGrath como Gully.

## Producción
El rodaje tuvo lugar en Manitoba, Canadá.